# Charles Gordon, I conte di Aboyne
Charles Gordon, I conte di Aboyne (1638 – 1681), è stato un nobile inglese.

## Biografia
Era il figlio di George Gordon, II marchese di Huntly e di sua moglie Lady Anne Campbell.
Venne creato conte di Aboyne e Lord Gordon of Strathaven e Glenlivet il 10 settembre 1660.

## Matrimonio
Sposò, in prime nozze, nel 1662 Margaret Irvine, figlia di Sir Alexander Irvine, X Drum e Maddalena Scrymgeour. Ebbero una figlia:
- Lady Anne Gordon (?-1665)

Margaret morì di parto nel 1662.
Sposò, in seconde nozze, il 28 agosto 1665, Lady Elizabeth Lyon, figlia di John Lyon, II conte di Kinghorne e Lady Elizabeth Maule. Ebbero cinque figli:
- Lady Elizabeth Gordon (?-1685), sposò John Mackenzie, II conte di Cromarty, non ebbero figli;
- Charles Gordon, II conte di Aboyne (1670-1702);
- John Gordon (1671-1762);
- Patrick Gordon (1782-?);
- George Gordon (1675-?).